# 潘和钧
潘和钧（？年—），中华人民共和国外交官，曾任中华人民共和国驻马拉维共和国特命全权大使和中华人民共和国驻卢旺达共和国特命全权大使。

## 生平
1982年，进入中华人民共和国外交部工作，先后在外交部亚洲司、驻尼泊尔大使馆、驻英国大使馆、外交部西欧司任职。2000年，任驻比利时大使馆参赞。2001年，任驻南联盟大使馆参赞。2003年，任驻英国大使馆参赞，后升公使衔参赞。2008年，挂职广西南宁市副市长。2010年8月，出任中华人民共和国驻马拉维大使。2014年，回任外交部大使。2015年11月，出任中华人民共和国驻卢旺达大使。2016年12月，自驻卢旺达大使离任。